# Ober-Ohmen
Ober-Ohmen ist ein Ortsteil der Gemeinde Mücke im mittelhessischen Vogelsbergkreis.

## Geographie
Der Ort liegt am Fuße des Vogelsbergs an der Ohm. Durch den Ort führt die Landesstraße 3073.

## Geschichte

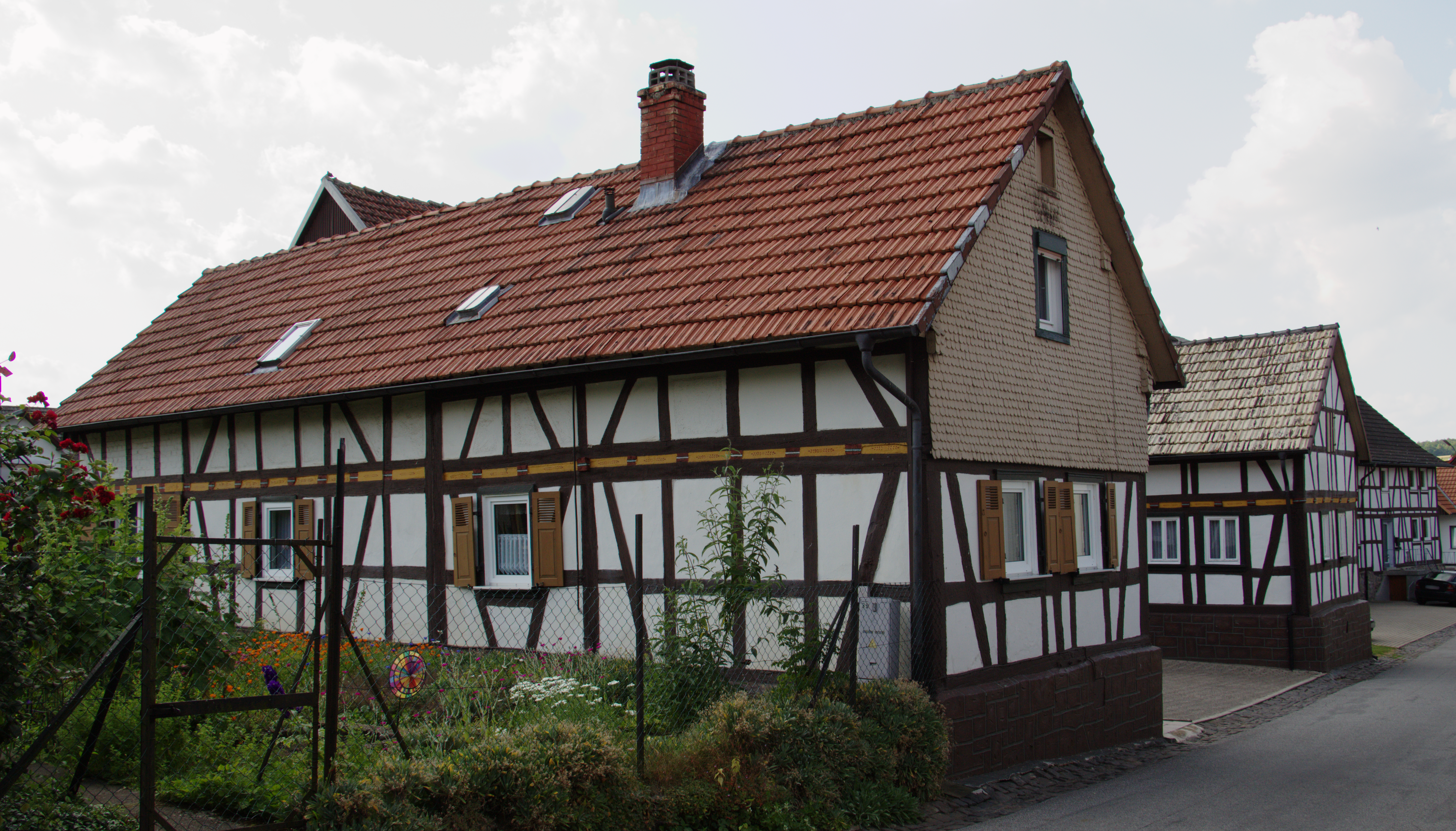
Mühlengasse im Altort, 2013

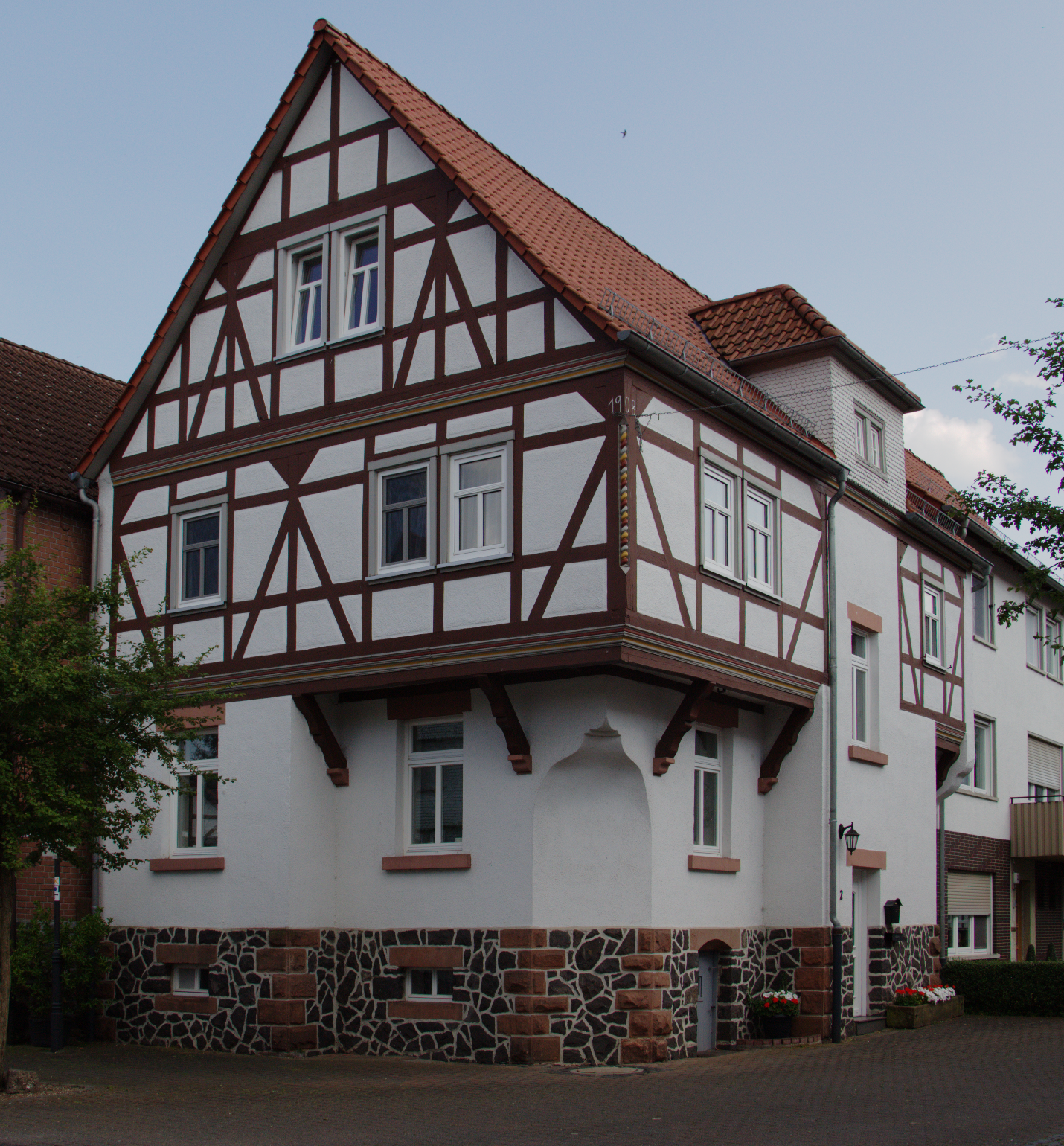
Am Römer im Altort, 2013

### Ortsgeschichte
Die älteste schriftliche Erwähnung erfolgte in den Jahren zwischen 750 und 779 als Amana im Codex Eberhardi: "super ripam fluminis Amana in pago Logenecgewe" (oberhald des Ufers des Flusses Amena im Lahngau). Damit lässt sich der spätere Ortsname auf einen Gewässernamen zurückführen, den kleinen Fluss Amana, der heute Ohm genannt wird.
Im 9. Jahrhundert heißt es im Urkundenbuch der Reichsabtei Hersfeld: "In pago Laganinse: ... in Lundorf et in Amana" (Im Lahngau in Londorf und in Ohmen.).
Die Erwähnung im Jahre 1008 weist den Ort als Reichsgut des späteren Kaisers (seit 1014) Heinrichs II. aus: „omne predium, quod quod habuimus in loco Amena“ (allen Besitz, den wir haben im Ort, den man Ohmen nennt).
Erst 1241 bzw. 1308 findet eine Differenzierung zwischen Ober- und Nieder-Ohmen statt. Die erste Erwähnung des Dorfes Ober-Ohmen erfolgte 1241 als sita in superiori Amene (gelegen in Ober-Ohmen) im Urkundenbuch des Klosters Arnsburg. 1308 lautet es in einer Urkunde: "sita in inferiori Amena" (gelegen in Nieder-Ohmen). 1457 wird bezüglich des Kirchsatzes zu "Obernhohmen" und "Kirchhomen" (Nieder-Ohmen) unterschieden.
Im 15. Jahrhundert verfügte der Ort über die Blutgerichtsbarkeit. Man konnte also sogar Todesurteile fällen und vollstrecken lassen. Im 16. Jahrhundert lebten die meisten Einwohner vom Messerschmiedehandwerk.
Während des Interims war Georg Rupel Pfarrer in Ober-Ohmen. 1552 musste er in einem Täuferprozess aussagen. Damals sagte er, dass er ungefähr 29 Jahre alt sei und seit vier Jahren "zu Ohm" Pfarrer sei. In der Reformation wurden Kirchengüter zur Besoldung von Lehrern umgewandelt. 1570 wird eine Schule im Dorf genannt.
Die Statistisch-topographisch-historische Beschreibung des Großherzogthums Hessen berichtet 1830 über Ober-Ohmen:

„Oberohmen (L. Bez. Grünberg) evangel. Pfarrdorf; liegt im Vogelsberg an der Ohm, 2 1⁄2 St. von Grünberg, und gehört dem Freiherrn von Riedesel. Der Ort hat 153 Häuser und 810 Einwohner, die außer 1 Katholiken evangelisch sind, so wie 1 Kirche, 4 Mahl- und Oelmühlen. Die Einwohner treiben eine starke Gänsezucht, so wie nicht unbedeutenden Handel mit selbst gesponnenem Garn, und unter den Handwerkern sind besonders die Schnallenmacher und die Brandweinbrenner zu bemerken. – Die Kirche wird zuerst durch einen Streit bekannt, der 1224 zwischen Adelheid von Münzenberg und Conrad Schenk von Klingenberg, wegen des Kirchsatzes obwaltete, und der von dem Archidiakon zum Vortheil der erstern entschieden wurde. Dieser Kirchsatz wurde 1291 von Werner von Münzenberg (von Falkenstein) dem Antoniter Hause zu Grünberg überlassen, und zwar unter der Bedingung, daß zwei Priester desselben in der Kapelle des Schlosses Münzenberg den Gottesdienst besorgen und in der Stadt (Oppidum) wohnen sollten.“

Hessische Gebietsreform (1970–1977)
Zum 31. Dezember 1971 fusionierten Nieder-Ohmen und Ober-Ohmen mit der Gemeinde Mücke zur neuen Großgemeinde Mücke.
Für Ober-Ohmen wurde, wie für die übrigen Ortsteile von Mücke, ein Ortsbezirk gebildet.

### Verwaltungsgeschichte im Überblick
Die folgende Liste zeigt die Staaten und Verwaltungseinheiten, denen Ober-Ohmen angehört(e):
- um 750–779: Frankenreich, in pago Logenecgewe
- 9. Jahrhundert: Ostfrankenreich, In pago Loganinse
- 1008: Ostfrankenreich, in pago Oberenlogenahe
- vor 1567: Heiliges Römisches Reich, Gericht Ober-Ohmen der Freiherren Riedesel zu Eisenbach[15]
- 1604–1648: Heiliges Römisches Reich, strittig zwischen Landgrafschaft Hessen-Darmstadt und Landgrafschaft Hessen-Kassel (Hessenkrieg)
- ab 1627: Heiliges Römisches Reich, Oberherrschaft: Landgrafschaft Hessen-Darmstadt, Gericht Ober-Ohmen der Freiherren Riedesel zu Eisenbach
- 1787: Heiliges Römisches Reich, Landgrafschaft Hessen-Darmstadt, Oberfürstentum Hessen, Amt Grünberg, Gericht Ober-Ohmen der Freiherren Riedesel zu Eisenbach
- ab 1806: Großherzogtum Hessen,[Anm. 2] Fürstentum Oberhessen, Amt Grünberg, Gericht Ober-Ohmen der Freiherren Riedesel zu Eisenbach[16][17]
- ab 1815: Großherzogtum Hessen[Anm. 3], Provinz Oberhessen, Amt Grünberg, Gericht Ober-Ohmen
- ab 1821: Großherzogtum Hessen, Provinz Oberhessen, Landratsbezirk Grünberg[Anm. 4]
- ab 1832: Großherzogtum Hessen, Provinz Oberhessen, Kreis Grünberg
- ab 1848: Großherzogtum Hessen, Regierungsbezirk Gießen
- ab 1852: Großherzogtum Hessen, Provinz Oberhessen, Kreis Grünberg
- ab 1867: Norddeutscher Bund[Anm. 5], Großherzogtum Hessen, Provinz Oberhessen, Kreis Grünberg
- ab 1871: Deutsches Reich, Großherzogtum Hessen, Provinz Oberhessen, Kreis Grünberg
- ab 1874: Deutsches Reich, Großherzogtum Hessen, Provinz Oberhessen, Kreis Alsfeld
- ab 1918: Deutsches Reich (Weimarer Republik), Volksstaat Hessen, Provinz Oberhessen, Kreis Alsfeld
- ab 1938: Deutsches Reich, Landkreis Alsfeld[18][Anm. 6]
- ab 1945: Amerikanische Besatzungszone,[Anm. 7] Groß-Hessen, Regierungsbezirk Darmstadt, Landkreis Alsfeld
- ab 1946: Amerikanische Besatzungszone, Land Hessen, Regierungsbezirk Darmstadt, Landkreis Alsfeld
- ab 1949: Bundesrepublik Deutschland, Land Hessen, Regierungsbezirk Darmstadt, Landkreis Alsfeld
- ab 1972: Bundesrepublik Deutschland, Land Hessen, Regierungsbezirk Darmstadt, Vogelsbergkreis, Gemeinde Mücke[Anm. 8]
- ab 1981: Bundesrepublik Deutschland, Land Hessen, Regierungsbezirk Gießen, Vogelsbergkreis, Gemeinde Mücke

### Gerichte seit 1803
In der Landgrafschaft Hessen-Darmstadt wurde mit Ausführungsverordnung vom 9. Dezember 1803 das Gerichtswesen neu organisiert. Für die Provinz Oberhessen wurde das Hofgericht Gießen als Gericht der zweiten Instanz eingerichtet. Die Rechtsprechung der ersten Instanz verblieb zunächst bei den Ämtern. Das Amt Ober-Ohmen der Herrschaft Riedesel war somit für Ober-Ohmen als Patrimonialgericht der Freiherren von Riedesel zu Eisenbach zuständig.
Das Hofgericht war für normale bürgerliche Streitsachen Gericht der zweiten Instanz, für standesherrliche Familienrechtssachen und Kriminalfälle die erste Instanz. Übergeordnet war das Oberappellationsgericht Darmstadt.
Mit der Gründung des Großherzogtums Hessen 1806 wurde diese Funktion beibehalten, während die Aufgaben der ersten Instanz 1821 im Rahmen der Trennung von Rechtsprechung und Verwaltung auf die neu geschaffenen Land- bzw. Stadtgerichte übergingen. 1821 traten die Freiherren Riedesel zu Eisenbach ihre Rechte am Gericht Ober-Ohmen an das Großherzogtum Hessen ab. „Landgericht Grünberg“ war daher von 1822 bis 1879 die Bezeichnung für das erstinstanzliche Gericht, das für Ober-Ohmen zuständig war.
Anlässlich der Einführung des Gerichtsverfassungsgesetzes mit Wirkung vom 1. Oktober 1879, infolge derer die bisherigen großherzoglich hessischen Landgerichte durch Amtsgerichte an gleicher Stelle ersetzt wurden, während die neu geschaffenen Landgerichte nun als Obergerichte fungierten, kam es zur Umbenennung in „Amtsgericht Grünberg“ und Zuteilung zum Bezirk des Landgerichts Gießen.
Am 1. Juli 1968 erfolgte die Auflösung des Amtsgerichts Grünberg, Ober-Ohmen wurde dem Amtsgericht Alsfeld zugelegt.
In der Bundesrepublik Deutschland sind die übergeordneten Instanzen das Landgericht Gießen, das Oberlandesgericht Frankfurt am Main sowie der Bundesgerichtshof als letzte Instanz.

## Bevölkerung

### Einwohnerentwicklung
| • 1800: | 650 Einwohner                       |
| • 1806: | 707 Einwohner, 141 Häuser           |
| • 1829: | 810 Einwohner, 153 Häuser           |
| • 1867: | 784 Einwohner, 148 bewohnte Gebäude |
| • 1875: | 816 Einwohner, 157 bewohnte Gebäude |

| Ober-Ohmen: Einwohnerzahlen von 1800 bis 2022 | Ober-Ohmen: Einwohnerzahlen von 1800 bis 2022 | Ober-Ohmen: Einwohnerzahlen von 1800 bis 2022 | Ober-Ohmen: Einwohnerzahlen von 1800 bis 2022 | Ober-Ohmen: Einwohnerzahlen von 1800 bis 2022 |
| --- | --------------------------------------------- | --------------------------------------------- | --------------------------------------------- | --------------------------------------------- |
| Jahr |                                               |                                               |                                               | Einwohner                                     |
| 1800 | 1800                                          |                                               | 650                                           | 650                                           |
| 1806 | 1806                                          |                                               | 707                                           | 707                                           |
| 1829 | 1829                                          |                                               | 810                                           | 810                                           |
| 1834 | 1834                                          |                                               | 821                                           | 821                                           |
| 1840 | 1840                                          |                                               | 900                                           | 900                                           |
| 1846 | 1846                                          |                                               | 978                                           | 978                                           |
| 1852 | 1852                                          |                                               | 1.013                                         | 1.013                                         |
| 1858 | 1858                                          |                                               | 908                                           | 908                                           |
| 1864 | 1864                                          |                                               | 840                                           | 840                                           |
| 1871 | 1871                                          |                                               | 801                                           | 801                                           |
| 1875 | 1875                                          |                                               | 816                                           | 816                                           |
| 1885 | 1885                                          |                                               | 771                                           | 771                                           |
| 1895 | 1895                                          |                                               | 750                                           | 750                                           |
| 1905 | 1905                                          |                                               | 685                                           | 685                                           |
| 1910 | 1910                                          |                                               | 717                                           | 717                                           |
| 1925 | 1925                                          |                                               | 678                                           | 678                                           |
| 1939 | 1939                                          |                                               | 692                                           | 692                                           |
| 1946 | 1946                                          |                                               | 953                                           | 953                                           |
| 1950 | 1950                                          |                                               | 926                                           | 926                                           |
| 1956 | 1956                                          |                                               | 814                                           | 814                                           |
| 1961 | 1961                                          |                                               | 781                                           | 781                                           |
| 1967 | 1967                                          |                                               | 803                                           | 803                                           |
| 1970 | 1970                                          |                                               | 797                                           | 797                                           |
| 1980 | 1980                                          |                                               | ?                                             | ?                                             |
| 1990 | 1990                                          |                                               | ?                                             | ?                                             |
| 2000 | 2000                                          |                                               | ?                                             | ?                                             |
| 2011 | 2011                                          |                                               | 720                                           | 720                                           |
| 2015 | 2015                                          |                                               | 675                                           | 675                                           |
| 2022 | 2022                                          |                                               | 706                                           | 706                                           |
| Datenquelle: Historisches Gemeindeverzeichnis für Hessen: Die Bevölkerung der Gemeinden 1834 bis 1967. Wiesbaden: Hessisches Statistisches Landesamt, 1968. Weitere Quellen: LAGIS; Gemeinde Mücke; Zensus 2011 |                                               |                                               |                                               |                                               |

### Einwohnerstruktur 2011
Nach den Erhebungen des Zensus 2011 lebten am Stichtag, dem 9. Mai 2011, in Ober-Ohmen 720 Einwohner. Darunter waren 12 (1,7 %) Ausländer.
Nach dem Lebensalter waren 132 Einwohner unter 18 Jahren, 288 zwischen 18 und 49, 162 zwischen 50 und 64 und 138 Einwohner waren älter.
Die Einwohner lebten in 294 Haushalten. Davon waren 87 Singlehaushalte, 69 Paare ohne Kinder und 102 Paare mit Kindern, sowie 33 Alleinerziehende und 3 Wohngemeinschaften. In 51 Haushalten lebten ausschließlich Senioren und in 195 Haushaltungen lebten keine Senioren.

### Historische Religionszugehörigkeit
| • 1829: | 801 evangelische, ein katholischer Einwohner                       |
| • 1961: | 624 evangelische (= 79,90 %), 93 katholische (= 11,91 %) Einwohner |

## Kirche
Das Schiff der Kirche zu Ober-Ohmen wurde wegen Baufälligkeit gegen Ende des 18. Jahrhunderts abgerissen und erneuert. Der in seinen Anfängen aus romanischer Zeit stammende wuchtige ehemalige Chorturm ist seitdem von der neuen Saalkirche getrennt – man ließ ihn als Glockenturm stehen.
Die Orgel von 1808/09, die in mainfränkisch- barocker Bauweise von Orgelbauer Johann Hartmann Bernhard aus Romrod gebaut wurde, errang im Rahmen des von der Stiftung Orgelklang jährlich durchgeführten Publikumswettbewerbs Platz eins und erhielt das Prädikat Orgel des Jahres 2025. Dieses aktuell stark sanierungsbedürftige Instrument weist zwei Manuale, 23 Register, Pedal und eine mechanische Schleiflade auf.
Im Turm der Kirche befinden sich Reste von Wandmalereien, die wohl im 14. Jahrhundert, also in gotischer Zeit, entstanden sind. Sie gehören zu den ältesten ihrer Art im Vogelsberg, sind aber nur teilweise freigelegt. An der Nordwand erkennt man die hl. Elisabeth bei der Speisung eines Bettlers, mitten im Bild ein Apostelkreuz und oberhalb eine stilisierte Lilie.

## Politik
Ortsbeirat
Für Ober-Ohmen besteht ein Ortsbezirk (Gebiete der ehemaligen Gemeinde Ober-Ohmen) mit Ortsbeirat und Ortsvorsteher nach der Hessischen Gemeindeordnung.
Der Ortsbeirat besteht aus sieben Mitgliedern. Bei den Kommunalwahlen in Hessen 2021 betrug die Wahlbeteiligung zum Ortsbeirat 59,85 %. Alle Mitglieder gehören der „Dorfgemeinschaft Ober-Ohmen“ an. Der Ortsbeirat wählte Jörg Irzinger zum Ortsvorsteher.

## Verkehr
Den öffentlichen Personennahverkehr stellt die Buslinie VB-75 der Verkehrsgesellschaft Oberhessen her.